# 1953年の東急フライヤーズ
1953年の東急フライヤーズでは、1953年の東急フライヤーズの動向をまとめる。
この年の東急フライヤーズは、井野川利春監督の2年目のシーズンである。

## 概要
この年の東急は、常磐炭鉱でプレーしていた金山勝巳（当時は布施勝巳）が入団。金山は1年目からローテーションに入って先輩の米川泰夫とともにチームの投手陣を支え、土橋正幸などが入団するまで東映投手陣の中心投手として活躍した。チームは米川や金山などの投手陣が好投したものの、前年大下弘との交換で移籍した深見安博以外打てるバッターがおらず開幕から西鉄との最下位争いが続いた。最後は8月まで4位の近鉄が最下位に転落したこともあり、辛うじて6位に滑り込んだが、最終的に借金は前年から増えて17と低迷は解消されなかった。なお、親会社の東京急行電鉄が建設していた駒澤野球場が8月末に完成し、9月にそれまでの本拠地・後楽園球場から移転した。シーズン終了後東映に運営が委託されたことにより、球団の名称を「東映フライヤーズ」に変更したため、東急フライヤーズを名乗ったのはこの年が最後となった。ただし、球団の正式名称は東急ベースボール倶楽部が継続使用され、日拓グループへ売却された1973年まで事実上東京急行電鉄が球団を保有することになる。

## チーム成績

### レギュラーシーズン
| 1 | 二 | 浜田義雄   |
| 2 | 左 | 常見昇     |
| 3 | 中 | 深見安博   |
| 4 | 右 | 浅原直人   |
| 5 | 一 | 原田清     |
| 6 | 三 | 斎藤宏     |
| 7 | 遊 | 長沢正二   |
| 8 | 捕 | 鈴木圭一郎 |
| 9 | 投 | 米川泰夫   |

| 順位 | 4月終了時 | 4月終了時 | 5月終了時 | 5月終了時 | 6月終了時 | 6月終了時 | 7月終了時 | 7月終了時 | 8月終了時 | 8月終了時 | 最終成績 | 最終成績 |
| ---- | --------- | --------- | --------- | --------- | --------- | --------- | --------- | --------- | --------- | --------- | -------- | -------- |
| 1位  | 毎日      | --        | 南海      | --        | 南海      | --        | 大映      | --        | 大映      | --        | 南海     | --       |
| 2位  | 近鉄      | 1.0       | 大映      | 0.5       | 大映      | --        | 南海      | 0.5       | 阪急      | 0.5       | 阪急     | 4.0      |
| 3位  | 南海      | 2.0       | 近鉄      | 1.5       | 近鉄      | 1.0       | 阪急      | 2.0       | 南海      | 4.0       | 大映     | 6.5      |
| 4位  | 西鉄      | 4.0       | 毎日      | 3.0       | 毎日      | 1.5       | 近鉄      | 5.0       | 近鉄      | 7.0       | 西鉄     | 13.5     |
| 5位  | 阪急      | 4.0       | 阪急      | 5.0       | 阪急      | 4.0       | 毎日      | 7.5       | 毎日      | 8.0       | 毎日     | 14.5     |
| 6位  | 大映      | 4.5       | 西鉄      | 7.0       | 西鉄      | 6.5       | 西鉄      | 11.5      | 西鉄      | 12.5      | 東急     | 20.0     |
| 7位  | 東急      | 5.5       | 東急      | 7.5       | 東急      | 8.0       | 東急      | 12.0      | 東急      | 13.5      | 近鉄     | 22.0     |

| 順位 | 球団             | 勝 | 敗 | 分 | 勝率 | 差   |
| 1位  | 南海ホークス     | 71 | 48 | 1  | .597 | 優勝 |
| 2位  | 阪急ブレーブス   | 67 | 52 | 1  | .563 | 4.0  |
| 3位  | 大映スターズ     | 63 | 53 | 4  | .543 | 6.5  |
| 4位  | 西鉄ライオンズ   | 57 | 61 | 2  | .483 | 13.5 |
| 5位  | 毎日オリオンズ   | 56 | 62 | 2  | .475 | 14.5 |
| 6位  | 東急フライヤーズ | 50 | 67 | 3  | .427 | 20.0 |
| 7位  | 近鉄パールス     | 48 | 69 | 3  | .410 | 22.0 |

## オールスターゲーム1953
| ファン投票 | 選出なし |          |
| 監督推薦   | 米川泰夫 | 深見安博 |

## 表彰選手
| リーグ・リーダー |
| ---------------- |
| 受賞者なし       |

| ベストナイン |
| ------------ |
| 選出なし     |